# West Cold Spring (métro de Baltimore)
West Cold Spring est une station de métro américaine à Baltimore, dans le Maryland. Située le long de la seule ligne du métro de Baltimore entre Rogers Avenue et Mondawmin, elle a été mise en service le 21 novembre 1983.